# Antony and the Johnsons (album)
 (mars 2017).
Si vous disposez d'ouvrages ou d'articles de référence ou si vous connaissez des sites web de qualité traitant du thème abordé ici, merci de compléter l'article en donnant les références utiles à sa vérifiabilité et en les liant à la section « Notes et références ».
Albums de Antony and the Johnsons
I Fell in Love with a Dead Boy
(2001)
Singles
1. Cripple and the Starfish (en)
Sortie : 1998

Antony and the Johnsons est le premier album du groupe de folk psychédélique britannique Antony and the Johnsons, enregistré en 1998 et sorti officiellement en 2000.

## Liste des titres
| 1.    | Twilight                 | 3:49 |
| 2.    | Cripple and the Starfish | 4:11 |
| 3.    | Hitler in My Heart       | 3:32 |
| 4.    | Atrocities               | 3:53 |
| 5.    | River of Sorrow          | 4:03 |
| 6.    | Rapture                  | 3:57 |
| 7.    | Deeper than Love         | 4:40 |
| 8.    | Divine                   | 3:13 |
| 9.    | Blue Angel               | 3:35 |
| 34:48 |                          |      |

Notes
- À l'origine, l'album est sorti en 2000 sur le label de David Tibet, Durtro.
- Antony and the Johnsons a été réédité par Secretly Canadian, en 2004[3].

## Crédits

### Membres du groupe
- Anohni : chant, piano
- François Gehin : basse
- Vicky Leavitt : violoncelle
- William Basinski : clarinette
- Barb Morrison (en) : clarinette, saxophone
- Todd Cohen : batterie
- Mariana Davenport : flûte
- Charles Neiland : guitare (effets)
- Baby Dee : harpe
- Cady Finlayson : violon
- Liz Maranville : violon

### Équipes technique et production
- Alan Douches, Erika Larsen, Rich Lamb, Roger Fife, Steve Regina : ingénieurs du son
- Denis Blackham : mastering
- Hahn Rowe (en) : mixage (titres 1 à 6, 8, 9)
- Josef Astor : photographie